# ACADM
ACADM (англ. Acyl-CoA dehydrogenase, C-4 to C-12 straight chain) – білок, який кодується однойменним геном, розташованим у людей на короткому плечі 1-ї хромосоми.  Довжина поліпептидного ланцюга білка становить 421 амінокислот, а молекулярна маса — 46 588.
| 10         |  | 20         |  | 30         |  | 40         |  | 50         |
| ---------- |  | ---------- |  | ---------- |  | ---------- |  | ---------- |
| MAAGFGRCCR |  | VLRSISRFHW |  | RSQHTKANRQ |  | REPGLGFSFE |  | FTEQQKEFQA |
| TARKFAREEI |  | IPVAAEYDKT |  | GEYPVPLIRR |  | AWELGLMNTH |  | IPENCGGLGL |
| GTFDACLISE |  | ELAYGCTGVQ |  | TAIEGNSLGQ |  | MPIIIAGNDQ |  | QKKKYLGRMT |
| EEPLMCAYCV |  | TEPGAGSDVA |  | GIKTKAEKKG |  | DEYIINGQKM |  | WITNGGKANW |
| YFLLARSDPD |  | PKAPANKAFT |  | GFIVEADTPG |  | IQIGRKELNM |  | GQRCSDTRGI |
| VFEDVKVPKE |  | NVLIGDGAGF |  | KVAMGAFDKT |  | RPVVAAGAVG |  | LAQRALDEAT |
| KYALERKTFG |  | KLLVEHQAIS |  | FMLAEMAMKV |  | ELARMSYQRA |  | AWEVDSGRRN |
| TYYASIAKAF |  | AGDIANQLAT |  | DAVQILGGNG |  | FNTEYPVEKL |  | MRDAKIYQIY |
| EGTSQIQRLI |  | VAREHIDKYK |  | N          |  |            |  |            |

A: Аланін

C: Цистеїн

D: Аспарагінова кислота

E: Глутамінова кислота

F: Фенілаланін

G: Гліцин

H: Гістидин

I: Ізолейцин

K: Лізин

L: Лейцин

M: Метіонін

N: Аспарагін

P: Пролін

Q: Глутамін

R: Аргінін

S: Серин

T: Треонін

V: Валін

W: Триптофан

Кодований геном білок за функцією належить до оксидоредуктаз. 
Задіяний у таких біологічних процесах як метаболізм жирних кислот, метаболізм ліпідів. 
Білок має сайт для зв'язування з ФАД, флавопротеїном. 
Локалізований у мітохондрії.